# Inazawa Christian Church
Koordinaten: 35° 13′ 58,6″ N, 136° 49′ 34,5″ O
Die Inazawa Christian Church (jap. 稲沢キリスト教会) ist eine evangelische Gemeinde in Inazawa. Sie gehört zum Bund Freier evangelischer Gemeinden in Japan (同盟福音基督教会).
Pastor ist der deutsche Missionar Reinhard Berns (Allianz-Mission).

## Geschichte
Die Einrichtung wurde 1985 durch Pastor Saburō Inukai (犬飼 三郎) als Außenstelle der Gemeinde Sobue gegründet. 1989 kam die deutsche Missionarin Hermine Dallmann (Allianz-Mission) nach Inazawa und führte die Arbeit dort weiter. Nach Dallmanns Pensionierung übernahm Pastor i. R. Iwao Nakashima (中嶋 巌) die Arbeit.
2002 änderte sich der Status der Gemeinde. Sie war nun nicht mehr Außenstelle der Gemeinde Sobue, sondern Inland-Missions-Gemeinde des o.a. Bundes. Gleichzeitig übernahm die Familie Berns die Gemeindearbeit.
2010 wurde der im Jahr 2009 begonnene Bau des eigenen Gemeindehauses fertiggestellt.

## Regelmäßige Veranstaltungen
- Gottesdienst (in Japanisch, mit Übersetzung je nach Bedarf)
- Kindergottesdienst (parallel zum Gottesdienst)
- Bibelstunde
- Gospel-Café (einmal/Monat)
- Mutter-und-Kind-Kreis (einmal/Monat)
- Sprachklassen (Englisch, Deutsch)
- Die Jugendarbeit findet im Inazawa Hope-Youthcenter statt.